# Dom von Camerino

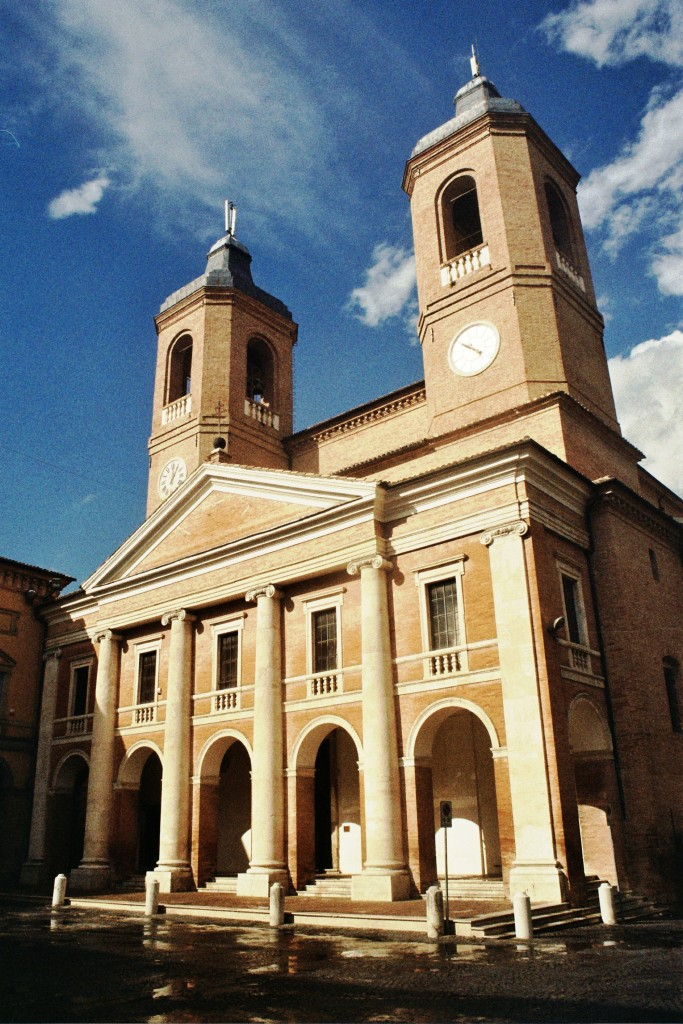
Fassade des Doms

Der Dom von Camerino oder die Kathedralbasilika Mariä Verkündigung (italienisch Duomo di Camerino, Basilica Cattedrale Maria Annunciata) ist eine Kirche in Camerino in der italienischen Region Marken. Die Kathedrale des Erzbistums Camerino-San Severino Marche ist Mariä Verkündigung gewidmet und trägt den Titel einer Basilica minor. Die klassizistische Kirche wurde Anfang des 19. Jahrhunderts errichtet.

## Geschichte
Bei dem schweren Erdbeben von 1799 stürzte die mittelalterliche Vorgängerkirche aus dem 12. und 13. Jahrhundert ein. Zwischen 1802 und 1832 wurde die heutige Kathedrale erbaut, für die auch die erhaltenen Abschnitte Chor, Sakristei und Fassade mit Türmen abgerissen wurden. Während der französischen Besatzung ruhten die Arbeiten. 1970 erhielt sie durch Papst Paul VI. den Titel einer Basilica minor verliehen. Nach dem Erdbeben von 1997 wurde die geschlossene Kathedrale wieder renoviert. 

## Architektur und Ausstattung
Die dreischiffige Basilika wurde nach Entwürfen von Andrea Vici und später dessen Schwiegersohn Clemente Folchi aus Backstein errichtet. Die niedrigen und schmalen Seitenschiffe werden durch Reihen von Säulen mit Zwischenwänden abgeteilt, die das Tonnengewölbe des Mittelschiffs tragen. Die Zwischenwände präsentieren in Nischen Statuen von Bischöfen. Der Chor schließt mit einer runden Apsis an, an beiden Seiten wurde die aufgeteilte Orgel installiert. Der Doppelturmfassade ist ein von vier Säulen getragener Portikus mit dreieckigem Giebel vorgesetzt, die Fassade geht in den benachbarten Bischofspalast über. Von der Vorgängerkirche sind verschiedene Teile der Kirchenausstattung erhalten geblieben, ein polychromes Holzkruzefix aus dem 13. Jahrhundert und die Madonna della Misercordia aus dem 15. Jahrhundert. In der Krypta stehen zwei Steinlöwen von Armanno Piaraco vom Ende des 13. Jahrhunderts.